# X-Pressions
X-Pressions è il primo album in studio del gruppo musicale statunitense X-Ecutioners, pubblicato il 23 settembre 1997 dalla Asphodel Records.

## Il disco
Prodotto dai quattro membri degli X-Ecutioners, X-Pressions non fu un successo commerciale, ma guadagnò molte recensioni positive e venne considerato da alcuni un classico. Raida's Theme, Music Negra (Black Music) e Wordplay furono estratti come singoli ma nessuna delle tre entrò nelle classifiche internazionali.

## Tracce
1. X-Outtakes 1 – 0:18
2. Get Started – 3:09
3. Word Play – 2:40
4. X-Outtakes 2 – 0:23
5. Raida's Theme (feat. E Bros) – 3:29
6. Pianos from Hell – 3:08
7. The Ciphe (feat. Creature, Gudtyme, Kakoo, Pliz & World) – 4:00
8. The Turntablist Anthem (feat. Anikke & Taboo) – 3:48
9. X-Outtakes 3 – 0:49
10. One Man Band – 3:03
11. The Countdown – 6:34
12. Solve for X – 2:27
13. X-Outtakes 4 – 0:24
14. Turntable Exhibition – 2:46
15. Beat Treats – 3:13
16. Musical Intuition (feat. Anikke & Gudtyme) – 5:07
17. Mad Flava – 4:34
18. X-Outtakes 5 – 1:08
19. Poetry in Motion (feat. Halex the Armageddon) – 3:48
20. Scratch to This – 0:45
21. Musica negra (Black Music) (feat. Gudtyme) – 4:32
22. Table Talk (feat. The 5th Platoon) – 2:33

## Formazione
- Roc Raida – giradischi
- Rob Swift – giradischi
- Total Eclipse – giradischi
- Mista Sinista – giradischi